# Razer
A Razer (estilizada como RΛZΞR) é uma empresa global de fabricação de hardware criada em 2005 por Min-Liang Tan e Robert Krakoff, após garantir um enorme investimento do magnata de Hong Kong Li Ka-shing e da Temasek Holdings de Singapura. A empresa tem sedes em Queenstown, Singapura e Irvine, Califórnia e esteve listada na Bolsa de Valores de Hong Kong de 2017 a 2022.
De acordo com o IPO da Razer, em seu prospecto diz que "construiu o maior ecossistema global de hardware, software e serviços".
A Razer é considerada uma das pioneiras dos eSports, bem como uma das maiores marcas de eSports do mundo, apoiando campeonatos mundiais como Counter-Strike: Global Offensive e League of Legends e patrocinando times como Alliance, Copenhagen Flames, Dignitas, EDG, EPunks, Evil Geniuses, Fnatic, Legacy Esports, MeetYourMakers, Mousesports, PandaCute, RZR|Xian, SK Telecom T1, UCLA Esports, Williams Esports e X-Kom AGO.

## História

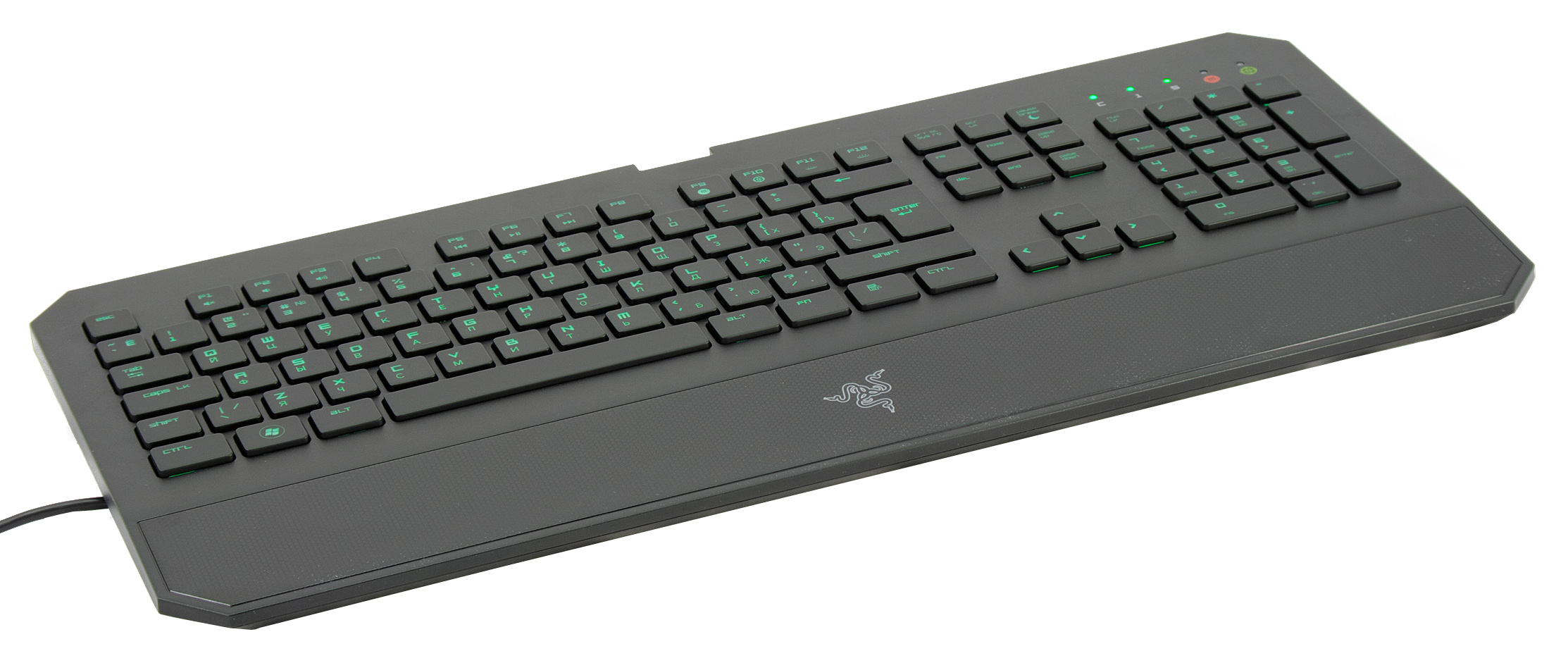
Teclado da Razer

A Razer iniciou suas atividades em janeiro 2005.
Em 2011, na Consumer Electronics Show (CES), lançou o Razer Switchblade, um protótipo de dispositivo de jogos portátil.
Em maio de 2013, lançou o Blade, um notebook gamer, fino e portátil e ao mesmo tempo poderoso. O produto incorporou uma série de recursos importantes que mudou o modo de como era visto notebooks gamer, que antes do projeto Razer, geralmente eram grandes e pesados.
Em 2014, apresentou o Project Christine, que é um desktop com processador, memória e placa de vídeo. A diferença é como os componentes são conectados uns aos outros. A máquina possui um esqueleto principal, e o hardware é conectado a esse esqueleto como se fossem "cartuchos de video game".
Em julho de 2015, anunciou a compra da divisão de software da empresa de videogames Ouya, e em outubro de 2016, comprou a THX, de acordo com o CEO Ahmad Ty-Taylor.
Em julho de 2017, a Razer entrou com pedido de abertura de capital por meio de uma IPO em Hong Kong. Em 14 de novembro, a Razer foi oficialmente listada na bolsa de valores de Hong Kong com o código de ações 1337, uma referência ao leet speak comumente usado pelos gamers. O IPO da Razer fechou com alta de 18% no primeiro dia de negociação e foi a segunda IPO mais bem-sucedida de 2017 em Hong Kong.
Em novembro de 2017, lançou o Razer Phone, seu primeiro smartphone.
Em abril de 2018, adquiriu a plataforma de pagamentos eletrônicos MOL por cerca de 61 milhões de dólares.
Em julho de 2018, fez sua estreia na Malásia com o lançamento de um serviço de e-wallet chamado Razer Pay.
Em maio de 2022, a Razer deixou de ser listada na Bolsa de Valores de Hong Kong.

## Produtos
Os produtos da Razer são geralmente direcionados a jogadores e incluem laptops para jogos, tablets para jogos, e periféricos para PC, como mouses, dispositivos de áudio, teclados, mouse pads e game pads e também para streamer como webcam e microfones além de gabinetes. A Razer também lançou um software VOIP chamado Razer Comms. O mouse para jogos Razer DeathAdder é o produto mais vendido da empresa e o mais conhecido.